# Zelindopsis duplaria
Zelindopsis duplaria là một loài ruồi trong họ Tachinidae.